# Canciller

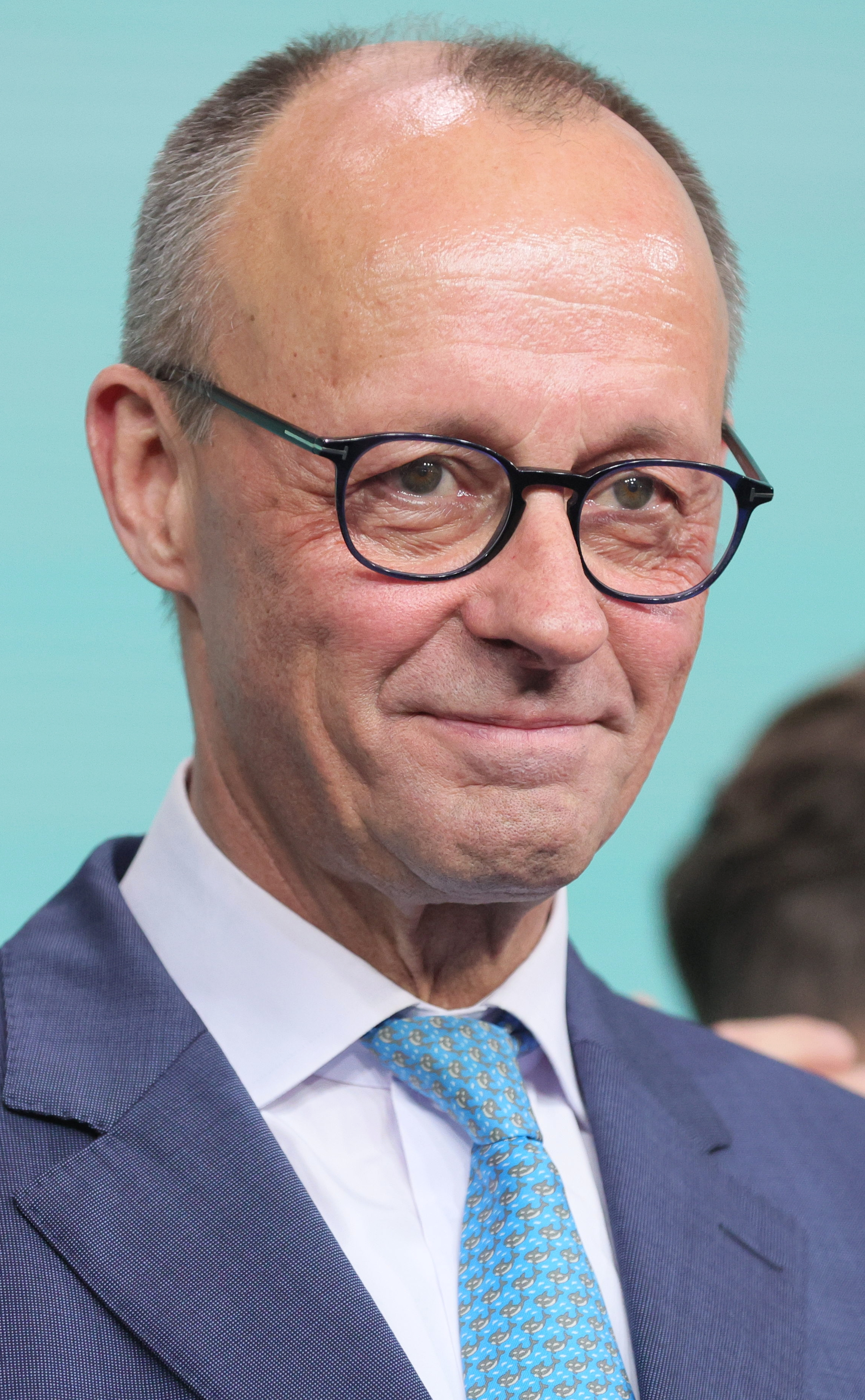
Friedrich Merz, actual canciller federal de Alemania.

Canciller o chanciller es un cargo político de alto rango, que tiene distintos significados según el país y la época.

## Edad Media y Moderna
En la monarquía española era el título de la persona encargada de la custodia y guardia del sello real. Existieron diversos cancilleres o «chancilleres».
- Canciller mayor del rey: Noble encargado del sello real, con el que autorizaba los privilegios y cartas reales. El que guardaba el sello real y lo ponía en los despachos por sí o por sus tenientes. Empezó este título en tiempos de Alfonso VII de León y desde 1435 se vinculó de forma hereditaria al Marquesado de Aguilar de Campoo.

- Canciller del sello de la Puridad: Cargo de la persona que hasta el año 1496 tenía el sello secreto que se ponía en las cartas que el rey daba por sí.

- Canciller mayor de Castilla: El que tenía a su cargo los sellos reales para autorizar cartas o provisiones regias, hasta que el título fue honorífico y se vinculó en el Arzobispo Primado de Toledo.

- Gran canciller de las Indias: El que tenía a su cargo los sellos reales para autorizar las cartas y provisiones tocantes a las Indias Occidentales.

- Canciller de la Corona de Aragón : El canciller era la figura principal y representativa de la Cancillería Real, el organismo administrativo-cultural de normalización lingüística de los documentos, de la Corona de Aragón.

En el ámbito religioso:
- Canciller de Roma, eclesiástico que estaba encargado de la custodia del sello de la Iglesia.
- Canciller de contenciones, en la corona de Aragón, eclesiástico que decidía las competencias entre la jurisdicción real y la eclesiástica.

## Funcionario del servicio exterior
- En el escalafón de la diplomacia de algunos pocos países, también se conoce con el nombre de "canciller" al primer rango que se le otorga a los diplomáticos recién ingresados en el Servicio Exterior.
- En las embajadas y consulados españoles, el canciller es un funcionario especializado en la gestión técnica del servicio exterior y jefe de personal administrativo.[3]
- En Argentina, Bolivia,  Brasil, Chile, Colombia, Costa Rica, Cuba, República Dominicana, Ecuador, El Salvador, Guatemala, Honduras, México, Nicaragua, Panamá, Paraguay, Perú, Uruguay y Venezuela se le llama canciller al ministro de Relaciones Exteriores, encargado de coordinar las políticas de las relaciones internacionales de cada país (su geopolítica).[cita requerida]

## Jefe de Gobierno
Canciller también es el título que se le otorga al Jefe de Gobierno, elegido por la cámara baja (Bundestag) por mayoría de sus miembros en algunos regímenes parlamentarios, como Alemania y Austria.
- Canciller de Alemania
- Canciller de Austria

## Eclesiástico
El canciller es el principal archivero de actas de una diócesis o eparquía, o su equivalente. El canciller es un notario, por lo que puede certificar documentos oficiales, y con frecuencia tiene otras obligaciones a la discreción del obispo de la diócesis: puede hacerse cargo de algunos aspectos de las finanzas o de administrar al personal vinculado a los despachos de la diócesis, aunque su autoridad delegada no se extiende a los vicarios del obispo diocesano, como el vicario general, el vicario episcopal o el vicario judicial. Su despacho se encuentra en la «cancillería».
Los vicecancilleres pueden ser nombrados para asistir al canciller en los negocios de la cancillería. Por lo general, el canciller es un sacerdote o diácono, aunque en algunas circunstancias una persona ajena a la Iglesia puede ser nombrada para el puesto.
En la curia eparquial un canciller es un presbítero o diácono cuya principal obligación es supervisar que los actos de la curia estén organizados como se observa en los archivos de la curia eparquial.

## Universidades
- Cargo de las antiguas universidades del que gozaba de la autoridad y prerrogativas pontificias y regias para otorgar los distintos grados universitarios.
- En las Universidades Católicas, el canciller o gran canciller es el máximo cargo jerárquico y representante de la Santa Sede.
- En muchas universidades del mundo anglosajón es la máxima autoridad o rector del gobierno universitario.

## Ministro

### Ministro de Asuntos Exteriores
En algunos países se acostumbra a denominar «canciller» al ministro o secretario de Asuntos Exteriores o de Relaciones Exteriores; tal es el caso de muchos países de América.

### Canciller delÉchiquier
El canciller del Échiquier (Chancellor of the Exchequer) es un ministro del gobierno británico, con un papel similar al de un ministro de economía en otros países. La actual canciller es Rachel Reeves.

### Lord Chancellor
El Lord Canciller (Lord Chancellor) es un ministro con un papel judicial, con responsabilidad para las funciones de tribunales. Antes de 2006 era también presidente de la Cámara de los Lores.

### Canciller de la Confederación
En Suiza, el canciller de la Confederación (Bundeskanzler / Chancelier(-ière) fédéral(e) / Cancelliere federale) es el ministro encargado de la administración pública federal de ese país. Tiene una función auxiliar respecto del Consejo Federal, quien ejerce la jefatura del gobierno.